# Blastobasis wollastoni
Blastobasis wollastoni é uma espécie de mariposa do gênero Blastobasis pertencente à família Coleophoridae.